# Pimpla crocata
Pimpla crocata är en stekelart som beskrevs av Tosquinet 1896. Pimpla crocata ingår i släktet Pimpla och familjen brokparasitsteklar. Inga underarter finns listade i Catalogue of Life.